# Tom Hamilton
Tom Hamilton (31 de desembre de 1951) és el baixista del grup de hard rock Aerosmith.
Va començar tocant en bars al costat de Joe Perry. Per a pagar les despeses treballava en una gelateria, anomenada “The Anchorage”, on va conèixer Steven Tyler uns anys després. És un dels fundadors de la banda Aerosmith. Va ajudar a escriure tres reconegudes cançons del grup: "Sweet Emotion", "Janie's Got a Gun" i "Jaded". Tom va començar tocant la guitarra, però anys després ho canvià pel baix, ja que la banda necessitava un baixista. Hamilton va anunciar que li van diagnosticar càncer de gola, pel qual va haver d'estar absent en una gira d'Aerosmith, ja que es va sotmetre a extensos tractaments de radioteràpia. Tom és considerat una part molt carismàtica i divertida de la banda, ja que sempre està de molt bon humor i sempre fa bromes durant les entrevistes; a part, és considerat un dels millors baixistes del “Hard Rock”.